# Albrecht Alt
Albrecht Alt, född 20 september 1883, död 24 april 1956, var en tysk orientalist och bibelforskare.
Alt blev professor i Leipzig 1922. Han blev tidigt förtrogen med Palestinas topografi och analyserade i sin vägröjande forskning det gamla Israels politiska, rättsliga och religiösa utveckling, särskilt sambandet med grannfolkens historia och kultur.